# Rhizoecus nakaharai
Rhizoecus nakaharai är en insektsart som beskrevs av Hambleton 1976. Rhizoecus nakaharai ingår i släktet Rhizoecus och familjen ullsköldlöss. Inga underarter finns listade i Catalogue of Life.